# Lothar Osiander
Lothar Osiander (Monaco di Baviera, 8 novembre 1939) è un allenatore di calcio tedesco naturalizzato statunitense.

## Carriera

### Calciatore
Ha giocato a livello universitario negli Stati Uniti dal 1964 al 1967.

### Allenatore
Per tre anni, dal 1986 al 1988, ha allenato la nazionale statunitense; in seguito ha guidato la nazionale olimpica americana ai Giochi olimpici di Seul 1988 e Barcellona 1992.